# Langø (Lolland Kommune)
 For alternative betydninger, se Langø. (Se også artikler, som begynder med Langø)
Langø er en bebyggelse på det vestlige Lolland med fiskerihavn og lystbådehavn, beliggende i Langø Sogn ca. 13 kilometer vest for Nakskov ved indsejlingen til Nakskov Fjord. Bebyggelsen har 261 indbyggere  (2024), ligger i Lolland Kommune og hører til Region Sjælland.
Fra havnen er der udsigt til øen Enehøje i Nakskov Fjord. I Langø ligger desuden Langø Kirke. Kirken havde 100-års fødselsdag i 2001. Indtil 1901 var Langø en del af Kappel Sogn. Langø har et fint forsamlingshus, hvor der er masser af plads, et godt køkken, og det er godt til alle slags fester og arrangementer. Der er mange aktiviteter i Langø; man kan spille krolf eller petanque, gå ture langs vandet, sejle, spille bankospil, sankthans-arrangementer, pålidelighedssejlads osv. Langø har også Langø Havnecafé, som har åbent i sommerperioden.
Der findes et bylav stiftet i 2009: »Bylauget for Langø og omegn«. Bylavet varetager og promoverer lokale interesser.
På Langø kirkegård ligger skuespilleren Paul Hagen begravet. Han boede sine sidste år i Langø. På hans gravsten står der "livet er herligt".